# Achilata
Achilata es un helado típico del norte argentino, principalmente de la provincia de Tucumán, Argentina; aunque también se lo puede obtener en las calles de las provincias de Santiago del Estero y Salta. 
Su origen se remonta al comienzo de la inmigración italiana en Argentina el tipo de helado que hoy se consume con el nombre de «achilata» (proviene de la fonética de la frase «hay gelata» —o «hay yelata»— que pronunciaban los vendedores callejeros, y la tergiversación de la fonética llevó a que se lo llamara «achilata») era producido artesanalmente en todas las provincias argentinas de entonces; en la propia ciudad de Buenos Aires se aprovechaba el hielo de granizo. La llegada de inmigrantes italianos y la invención de aparatos congeladores hicieron que pronto se popularizara en casi toda Argentina el gusto por las «cremas heladas», quedando los «helados de agua» (como también es llamada la «achilata») en un segundo lugar, recibiendo en ocasiones el nombre de «helado japonés».

## Preparación
Actualmente, la achilata se elabora con hielo molido. Para llegar a su color rojizo o «fucsia», se coloca este hielo molido en recipientes, mezclándolo con colorantes (preferentemente jugos de fruta) y endulzantes (azúcar de caña, casi siempre). Una vez que se ha logrado una mezcla lo suficientemente homogénea, se prensa en moldes (por ejemplo, vasos de mesa), se sirven inmediatamente o se guardan en un refrigerador hasta su expendio.

## [2]Referencias
1. ↑  «Achilata: el misterioso sabor de la tucumanidad». La Gaceta (San Miguel de Tucumán, Tucumán, Argentina.). 18 de enero de 2012. p. La gaceta.
2. ↑  «Achilata».

- Datos: Q5656583